# 平博順
平 博順（たいら ひろとし）は、福岡県出身の日本の情報科学者。大阪工業大学情報科学部情報メディア学科教授。工学博士（奈良先端科学技術大学院大学）。人工知能学会シニア編集委員・第35回JSAI2021大会委員。国立情報学研究所「ロボットは東大に入れるか - “東ロボくん“」人工知能プロジェクトメンバー。
専門は、自然言語処理（特に意味解析）・計算言語学・計算機科学、知能情報学・人工知能(AI)、プログラミング（C・Java含む）など。

## 経歴
1994年東京大学理学部化学科卒業。1996年同大学院理学系研究科修士課程修了。2002年奈良先端科学技術大学院大学情報科学研究科博士後期課程修了、工学博士。 NTTコミュニケーション科学基礎研究所主任などを経て、2014年大阪工業大学情報科学部に着任。2022年同学部情報メディア学科教授。
主な所属学会は、言語処理学会、人工知能学会、情報処理学会など。

## 主な研究
- ロボットは東大に入れるか - “東ロボくん“人工知能プロジェクトにおける英語科目のAIでの到達点研究
- チャットボットを利用した英語ライティング学習システム
- センター試験を対象とした高性能な英語ソルバーの実現
- 運転免許試験自動解答における問題解説文の利用

主な受賞は、言語処理学会論文誌優秀論文賞（2013、2016）、同学会第26回年次大会（NLP2020）優秀賞など。